# Martin Maneke
Heinrich Ludwig Martin Maneke (* 30. Juni 1909 in Baven; † 10. Mai 1998 in Hannover) war ein deutscher Pädiater, der wesentliche Beiträge zur Fortentwicklung auf dem Gebiet der Sozialpädiatrie leistete.

## Leben
Nach dem Abitur am Johanneum Lüneburg 1928 nahm Maneke das Studium der Medizin an der Eberhard Karls Universität Tübingen auf. Hier trat er der Landsmannschaft Schottland bei. Nach Aufenthalten an den Universitäten Leipzig und Greifswald legte er 1933 in Berlin das Staatsexamen ab. 1936 promovierte Maneke zum Dr. med. 1939 wurde er als Truppenarzt bei einem Panzerbataillon eingezogen. Von 1945 bis 1949 war er in sowjetischer Kriegsgefangenschaft.
Maneke wurde 1949 Wissenschaftlicher Assistent und Oberarzt an der Universitätsklinik Marburg. Ab 1955 war er Leiter der Abteilung für Sozialpädiatrie am Gesundheitsamt Hannover als Medizinalrat. 1962 erhielt er einen Lehrauftrag an der Pädagogischen Hochschule Hannover. Zum Wintersemester 1968/69 wurde er auf den Lehrstuhl für Sozialpädiatrie der Medizinischen Hochschule Hannover berufen.
1973 trat Maneke in den Ruhestand.
Martin Maneke war Herausgeber des 1979 erstmals erschienenen Lehrbuchs Sozialpädiatrie – Lehrbuch für Studierende und Ärzte.

## Ehrungen
- Bundesverdienstkreuz am Bande (2. August 1982)[4]
- Meinhard-von-Pfaundler-Medaille der deutschen Kinderärzte (1982)